# El Manchar
El Manchar est un site algérien francophone d'informations parodiques, de type satirique, inspiré du Gorafi français.
En arabe, el manchar (المنشار) signifie à la fois scie et, en dialecte algérien, médisance. La devise de ce site est « Avec des scies, on refait le monde » (jeu de mots avec le proverbe « avec des si... »).

## Historique
Le nom du site s'inspire du journal satirique El Manchar lancé en Algérie en version imprimée en 1990 mais qui n'a pas résisté à la guerre civile et a disparu en 1991.
L'ancêtre du site est une page Facebook à vocation humoristique créée par Nazim Baya. Après deux années sur Facebook, en mai 2015,, Nazim Baya a l'idée de créer un site web. Il a expliqué sa démarche en indiquant que « les Algériens sont avides d'humour, or il n'y avait rien sur le web et dans la presse qui répond à cette attente et à cette soif d'humour. » Le site est alimenté par sept personnes, toutes de nationalité algérienne, dont deux vivent au Canada, deux en France et une en Espagne.
Le site est en novembre 2015 fréquenté par plus de 700 000 visiteurs uniques par mois. Un tiers de ses lecteurs résident en France.
Les informations parodiques du site ont parfois été reprises par certains médias professionnels.

### Fermeture et retour
Le site annonce sa fermeture en mai 2020, écrivant : « Nous sommes contraints de suspendre notre journal. On espère vous retrouver bientôt dans une Algérie meilleure. Ou pas. » Ils ajoutent : « Le climat de répression des libertés, les incarcérations de citoyens à la suite de leurs activités sur les réseaux sociaux nous ont conduits à réfléchir sur les risques que nous encourons. » La presse évoque la répression accrue qui sévit au même moment en Algérie, notamment à l'encontre des militants du Hirak,,.
Le 29 août 2020, El Manchar est de nouveau en ligne après plus de trois mois de suspension,. Il devient finalement inactif à partir de fin 2021.

## Thématiques abordées
Le site traite de nombreux sujets de société, mais évite de se moquer de la religion.